# 15e législature de la Knesset
Liste des membres de la 15e Assemblée de la Knesset

## Membres au 17 mai 1999
(Bleu = coalition, rouge = opposition)
| Parti                        | Nom                  |
| ---------------------------- | -------------------- |
| Un Israël (26)               | Ehud Barak           |
| Un Israël (26)               | Uzi Baram            |
| Un Israël (26)               | Yossi Beilin         |
| Un Israël (26)               | Shlomo Ben-Ami       |
| Un Israël (26)               | Binyamin Ben-Eliezer |
| Un Israël (26)               | Avraham Burg         |
| Un Israël (26)               | Raanan Cohen         |
| Un Israël (26)               | Yael Dayan           |
| Un Israël (26)               | Elie Goldschmidt     |
| Un Israël (26)               | Dalia Itzik          |
| Un Israël (26)               | Yossi Katz           |
| Un Israël (26)               | Sofa Landver         |
| Un Israël (26)               | David Lévy           |
| Un Israël (26)               | Maxim Levy           |
| Un Israël (26)               | Nawaf Mazalha        |
| Un Israël (26)               | Michaël Melchior     |
| Un Israël (26)               | Shimon Peres         |
| Un Israël (26)               | Ophir Pines-Paz      |
| Un Israël (26)               | Haim Ramon           |
| Un Israël (26)               | Wizman Shiry         |
| Un Israël (26)               | Avraham Shochat      |
| Un Israël (26)               | Shalom Simhon        |
| Un Israël (26)               | Ephraim Sneh         |
| Un Israël (26)               | Saleh Tarif          |
| Un Israël (26)               | Matan Vilnai         |
| Un Israël (26)               | Avraham Yechezkel    |
| Likoud (19)                  | Moshe Arens          |
| Likoud (19)                  | Naomi Blumenthal     |
| Likoud (19)                  | Michael Eitan        |
| Likoud (19)                  | Gideon Ezra          |
| Likoud (19)                  | Tzachi Hanegbi       |
| Likoud (19)                  | Avraham Hirchson     |
| Likoud (19)                  | Ayoub Kara           |
| Likoud (19)                  | Moshe Katsav         |
| Likoud (19)                  | Yisrael Katz         |
| Likoud (19)                  | Uzi Landau           |
| Likoud (19)                  | Limor Livnat         |
| Likoud (19)                  | Tzipi Livni          |
| Likoud (19)                  | Joshua Matza         |
| Likoud (19)                  | Dan Naveh            |
| Likoud (19)                  | Benjamin Netanyahu   |
| Likoud (19)                  | Reuven Rivlin        |
| Likoud (19)                  | Silvan Shalom        |
| Likoud (19)                  | Ariel Sharon         |
| Likoud (19)                  | Meir Sheetrit        |
| Shass (17)                   | David Azoulay        |
| Shass (17)                   | Shlomo Benizri       |
| Shass (17)                   | Amnon Cohen          |
| Shass (17)                   | Yitzhak Cohen        |
| Shass (17)                   | Nissim Dahan         |
| Shass (17)                   | Itzhak Gagula        |
| Shass (17)                   | Arieh Gamliel        |
| Shass (17)                   | Ofer Hugi            |
| Shass (17)                   | Rahamim Melloul      |
| Shass (17)                   | Meshulam Nahari      |
| Shass (17)                   | Yair Peretz          |
| Shass (17)                   | Yitzhak Shaban       |
| Shass (17)                   | Eliyahu Suissa       |
| Shass (17)                   | David Tal            |
| Shass (17)                   | Yitzhak Vaknin       |
| Shass (17)                   | Eliyahu Yishai       |
| Shass (17)                   | Nissim Zeev          |
| Meretz (10)                  | Naomi Chazan         |
| Meretz (10)                  | Ran Cohen            |
| Meretz (10)                  | Zehava Gal-On        |
| Meretz (10)                  | Ilan Gilon           |
| Meretz (10)                  | Hussniya Jabara      |
| Meretz (10)                  | Anat Maor            |
| Meretz (10)                  | Chaim Oron           |
| Meretz (10)                  | Amnon Rubinstein     |
| Meretz (10)                  | Yossi Sarid          |
| Meretz (10)                  | Avshalom Vilan       |
| Yisrael Ba'aliyah (6)        | Roman Bronfman       |
| Yisrael Ba'aliyah (6)        | Yuli-Yoel Edelstein  |
| Yisrael Ba'aliyah (6)        | Gennady Riger        |
| Yisrael Ba'aliyah (6)        | Natan Sharansky      |
| Yisrael Ba'aliyah (6)        | Marina Solodkin      |
| Yisrael Ba'aliyah (6)        | Alexander Tsinker    |
| Shinui (6)                   | Victor Brailovsky    |
| Shinui (6)                   | Tomy Lapid           |
| Shinui (6)                   | Yehudith Naot        |
| Shinui (6)                   | Joseph Paritzky      |
| Shinui (6)                   | Avraham Poraz        |
| Shinui (6)                   | Eliezer Sandberg     |
| Parti du centre (6)          | Amnon Lipkin-Shahak  |
| Parti du centre (6)          | Dan Meridor          |
| Parti du centre (6)          | Roni Milo            |
| Parti du centre (6)          | Itzchak Mordechay    |
| Parti du centre (6)          | Dalia Rabin-Pelossof |
| Parti du centre (6)          | Uri Savir            |
| Parti national religieux (5) | Yigal Bibi           |
| Parti national religieux (5) | Haim Meir Druckman   |
| Parti national religieux (5) | Yitzhak Levy         |
| Parti national religieux (5) | Zevulun Orlev        |
| Parti national religieux (5) | Shaul Yahalom        |
| Yahadut Hatorah (5)          | Moshe Gafni          |
| Yahadut Hatorah (5)          | Shmuel Halpert       |
| Yahadut Hatorah (5)          | Yaakov Litzman       |
| Yahadut Hatorah (5)          | Meir Porush          |
| Yahadut Hatorah (5)          | Avraham Ravitz       |
| Liste arabe unie (5)         | Abdulmalik Dehamshe  |
| Liste arabe unie (5)         | Talab El-Sana        |
| Liste arabe unie (5)         | Muhamad Kanan        |
| Liste arabe unie (5)         | Tawfik Khatib        |
| Liste arabe unie (5)         | Hashem Mahameed      |
| Ihud Leumi (4)               | Binyamin Elon        |
| Ihud Leumi (4)               | Michael Kleiner      |
| Ihud Leumi (4)               | Hanan Porat          |
| Ihud Leumi (4)               | Rehavam Zeevi        |
| Israel Beytenou (4)          | Eliezer Cohen        |
| Israel Beytenou (4)          | Avigdor Liberman     |
| Israel Beytenou (4)          | Michael Nudelman     |
| Israel Beytenou (4)          | Yuri Shtern          |
| Hadash (3)                   | Mohammad Barakeh     |
| Hadash (3)                   | Tamar Gozansky       |
| Hadash (3)                   | Issam Makhoul        |
| Balad (2)                    | Azmi Bishara         |
| Balad (2)                    | Ahmed Tibi           |
| Am Ehad (2)                  | Haim Katz            |
| Am Ehad (2)                  | Amir Peretz          |

## Membres arrivés et retirés

### Un Israël
- Ehud Barak, Uzi Baram, Yossi Beilin, Elie Goldschmidt, David Lévy, Maxim Levy, Matan Vilnai quittèrent le groupe en cours de mandat
- Colette Avital, Eli Ben-Menachem, Eitan Cabel, Efi Oshaya, Dalia Rabin-Pelossof rejoignirent le groupe en cours de mandat
- Mordechai Mishani rejoignit et quitta le groupe en cours de mandat

### Likoud
- Moshe Katsav, Joshua Matza, Benjamin Netanyahu quittèrent le groupe en cours de mandat
- Zeev Boim, Eli Cohen, Yechiel Lasry, Roni Milo, Yuval Steinitz rejoignirent le groupe en cours de mandat

### Shass
- David Tal quitta le groupe en cours de mandat
- Pinhas Zabre rejoignit et quitta le groupe en cours de mandat

### Meretz
- Chaim Oron, Amnon Rubinstein quittèrent le groupe en cours de mandat
- Uzi Even, Mossi Raz rejoignirent le groupe en cours de mandat

### Israël Baalyiah
- Roman Bronfman, Alexander Tsinker quittèrent le groupe en cours de mandat

### Parti du centre
- Amnon Lipkin-Shahak, Roni Milo, Itzchak Mordechay, Dalia Rabin-Pelossof, Uri Savir quittèrent le groupe en cours de mandat
- David Magen, Nehama Ronen rejoignirent le groupe en cours de mandat
- Yechiel Lasry rejoignit et quitta le groupe en cours de mandat

### Parti national religieux
- Yitzhak Levy quitta le groupe en cours de mandat
- Nahum Langental rejoignit le groupe en cours de mandat

### Liste arabe unie
- Muhamad Kanan, Tawfik Khatib, Hashem Mahameed quittèrent le groupe en cours de mandat

### Leumi
- Hanan Porat quitta le groupe en cours de mandat
- Zvi Hendel rejoignit le groupe en cours de mandat

### Balad
- Ahmed Tibi quitta le groupe en cours de mandat